# Список матчей сборной Франции по футболу (1921—1940)

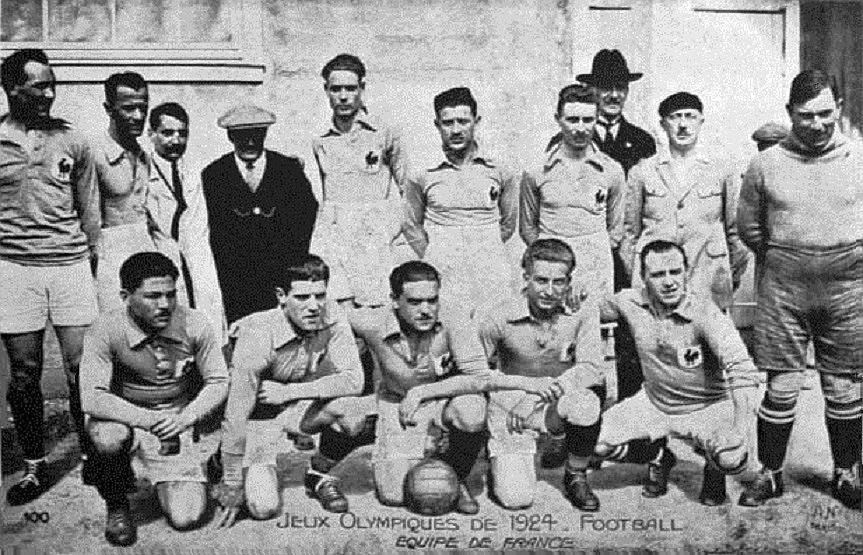
Сборная Франции по футболу на Олимпийских играх, 1924 год

В списке приведены результаты игр сборной Франции по футболу с 1921 по 1940 год. Информация приведена согласно официальным данным французской Федерации футбола.
В 1924 году на Олимпийских играх команда Франции уступила в 1/4 финала будущим победителям — сборной Уругвая. 
В 1928 году на конгрессе ФИФА в Амстердаме было принято решение о проведении первого в истории чемпионата мира в Уругвае в 1930 году. Инициатором проведения турнира стал Жюль Риме, именем которого был назван главный приз соревнований. Сборная Франции вошла в число участников турнира, а форвард команды Люсьен Лоран забил первый гол в истории чемпионатов мира.  

## Результаты

### 1921
| 8 февраля 1921 Товарищеский | Франция | 1:2   | Ирландия люб.          | Париж                                                             |
| | Юг 65′  | отчёт | 35′ Чемберс · 38′ Стил | Стадион: «Парк де Пренс» Зрителей: 20 000 Судья: Рафаэль ван Праг |
| Франция: Морис Бодье, Морис Мейер, Люсьен Гамблен (к), Марсель Ванко, Франсуа Юг, Филипп Боннардель, Жюль Девакез, Луи Даркес, Поль Николя, Поль Блох, Раймон Дюбли Ирландия люб.: Н. Адамс, Джеймс Маккарти, Р. Миллс, Г. Риск, Фрэнк Хини, Д. Харрис, С. Джексон, А. Стил, Д. Чемберс, О'Флаэрти, Т. Кэри |         |       |                        |                                                                   |

| 20 февраля 1921 Товарищеский | Франция   | 1:2   | Италия                            | Марсель                                                        |
| | Девик 22′ | отчёт | 55′ Чевенини III · 63′ Сантамария | Стадион: «Стад де л'Ювон» Зрителей: 15 000 Судья: Джон Форстер |
| Франция: Морис Бодье, Эжен Ланженов, Люсьен Гамблен (к), Жан Батмаль, Франсуа Юг, Филипп Боннардель, Жюль Девакез, Эмильен Девик, Поль Николя, Анри Бард, Раймон Дюбли Италия: Пьеро Кампелли, Вирджинио Розетта, Лоренцо де Векки, Пьетро Дженовези, Карло Каркано, Луиджи Бурландо, Энрико Мильявакка, Адольфо Балончери, Луиджи Чевенини III, Аристодемо Сантамария, Аугусто Бергамино |           |       |                                   |                                                                |

| 6 марта 1921 Товарищеский | Бельгия                               | 3:1   | Франция     | Брюссель                                                       |
| | Брагар 52′, 75′ · ван Хеге 60′ (пен.) | отчёт | 63′ Девакез | Стадион: «Парк Дюден» Зрителей: 20 000 Судья: Йоханнес Мюттерс |
| Бельгия: Жан де Би, Арман Свартенбрукс, Оскар Вербек, Франсуа Мушерон, Андре Фиренс, Жозеф Муш, Луи ван Хеге, Иван Тис, Матьё Брагар, Анри Ларну, Дезире Бастен Франция: Морис Бодье, Эжен Ланженов, Люсьен Гамблен (к), Альбер Журда, Франсуа Юг, Филипп Боннардель, Жюль Девакез, Антуан Руше, Поль Николя, Анри Бард, Раймон Дюбли |                                       |       |             |                                                                |

| 5 мая 1921 Товарищеский | Франция                | 2:1   | Англия люб. | Париж                                                  |
| | Девакез 6′ · Бойер 67′ | отчёт | 9′ Фарнфилд | Стадион: «Персен» Зрителей: 30 000 Судья: Анри Кристоф |
| Франция: Морис Коттене, Марсель Ванко, Люсьен Гамблен (к), Франсуа Юг, Альбер Журда, Филипп Боннардель, Жюль Девакез, Жан Бойер, Поль Николя, Анри Бард, Раймон Дюбли Англия люб.: Эрнест Коулман, Джозеф Пейн, Альфред Боуэр, Альберт Рид, Альберт Кокс, Фредерик Спиллер, Лесли Партридж, Джон Принс, Эрнест Фарнфилд, Чарльз Уайз, Александер Грант |                        |       |             |                                                        |

| 13 ноября 1921 Товарищеский | Франция | 0:5   | Нидерланды                                   | Париж                                                 |
| |         | отчёт | 30′, 52′, 87′ ван Гендт · 69′, 85′ Родермонд | Стадион: «Персен» Зрителей: 15 000 Судья: Шарль Барет |
| Франция: Морис Коттене, Марсель Ванко, Люсьен Гамблен (к), Луи Мистраль, Альбер Журда, Филипп Боннардель, Жюль Девакез, Луи Даркес, Эдуар Маккуар, Анри Бард, Раймон Дюбли Нидерланды: Хенк ван Тилбург, Фонс Пелсер, Пит Стевенс, Хенк Хордейк, Харри Денис, Херман Леггер, Макс Тецнер, Харри Родермонд, Ян ван Гендт, Хейн Делсен, Ян де Натрис |         |       |                                              |                                                       |

### 1922
| 15 января 1922 Товарищеский | Франция                  | 2:1   | Бельгия    | Коломб                                                       |
| | Даркес 50′ · Девакез 67′ | отчёт | 35′ Мишель | Стадион: «Стад де Коломб» Зрителей: 20 000 Судья: М. Эдвардс |
| Франция: Эмиль Фрисс, Марсель Ванко, Эдуар Бауманн, Морис Гравлен, Франсуа Юг, Альбер Куркен, Жюль Девакез, Робер Аккар, Поль Николя, Луи Даркес, Раймон Дюбли (к) Бельгия: Жан де Би, Арман Свартенбрукс, Оскар Вербек, Фердинанд Карреман, Эмиль Хансе, Жак Вандевельде, Луи Бессемс, Жозеф Муш, Франсуа Догер, Пьер Брен, Жорж Мишель |                          |       |            |                                                              |

| 30 апреля 1922 Товарищеский | Франция | 0:4   | Испания                                 | Бордо                                                               |
| |         | отчёт | 18′, 20′ Алькантара · 40′, 42′ Травиесо | Стадион: «Стад Сен-Жермен» Зрителей: 10 000 Судья: Рафаэль ван Праг |
| Франция: Эмиль Фрисс, Марсель Ванко, Грегуар Берг, Марсель Домерж, Франсуа Юг, Филипп Боннардель, Жюль Девакез, Поль Николя, Андре Риссен, Жан Бойер, Раймон Дюбли (к) Испания: Рикардо Самора, Педро Вальяна, Доминго Кареага, Хосе Самитьер, Мануэль Меана, Хосе Мария Пенья, Хосе Эчевесте, Феликс Сесумага, Мануэль Травиесо, Паулино Алькантара, Доминго Аседо |         |       |                                         |                                                                     |

| 11 июня 1922 Товарищеский | Норвегия                                                         | 7:0   | Франция | Осло                                                       |
| | Гундерсен 3′, 61′, 68′, 75′ · Андерсен 30′ · Вильхельмс 51′, 80′ | отчёт |         | Стадион: «Грессбанен» Зрителей: 14 000 Судья: Эйнер Ульрих |
| Норвегия: Арнт Сименсен, Йон Йонсен, Пер Скоу, Рейдар Хойлунд, Александер Ольсен, Гуннар Андерсен, Микаэль Паульсен, Эйнар Вильхельмс, Йонни Хельгесен, Эйнар Гундерсен, Герберт Лунде Франция: Эмиль Фрисс, Фернан Тирион, Грегуар Берг (Робер Коут, 46), Жорж Мулен, Клеман Бунжер, Альбер Леруж, Жерар Исбеке, Эмиль Бурден, Марсель Фоше, Роже Эбрар, Раймон Дюбли (к) |                                                                  |       |         |                                                            |

### 1923
| 28 января 1923 Товарищеский | Испания                         | 3:0   | Франция | Сан-Себастьян                                        |
| | Монхардин 15′, 78′ · Сабала 42′ | отчёт |         | Стадион: «Аточа» Зрителей: 15 000 Судья: Шарль Барет |
| Испания: Рикардо Самора, Педро Вальяна, Доминго Кареага, Хосе Самитьер, Мануэль Меана, Хосе Мария Пенья, Висенте Пиера, Хосе Луис Сабала, Хуан Монхардин, Кармело Гойенечеа, Доминго Аседо Франция: Пьер Шайриге, Пьер Мони, Люсьен Гамблен (к), Робер Жойо, Франсуа Юг, Филипп Боннардель, Жюль Девакез, Жюст Брузе, Поль Николя, Анри Бард, Раймон Дюбли |                                 |       |         |                                                      |

| 25 февраля 1923 Товарищеский | Бельгия                         | 4:1   | Франция    | Брюссель                                                |
| | Жилли 28′, 77′ · Ларну 36′, 61′ | отчёт | 57′ Исбеке | Стадион: «Парк Дюден» Зрителей: 27 000 Судья: М. Ньюман |
| Бельгия: Жан де Би, Арман Свартенбрукс, Оскар Вербек, Жорж Верлинден, Флоримон ван Альме, Ашиль Шельстрете, Луи Бессемс, Морис Жилли, Анри Ларну, Жозеф Муш, Дезире Бастен Франция: Пьер Шайриге, Пьер Мони, Морис Депапе, Робер Жойо, Франсуа Юг, Филипп Боннардель, Жерар Исбеке, Раймон Ваттен, Жан Бойер, Луи Даркес, Раймон Дюбли (к) |                                 |       |            |                                                         |

| 2 апреля 1923 Товарищеский | Нидерланды                                                              | 8:1   | Франция  | Амстердам                                                 |
| | Рутерт 1′, 18′ · ван Линге 15′, 55′ · Бюлдер 44′, 86′ · Аддикс 53′, 81′ | отчёт | 82′ Бард | Стадион: «Спортпарк» Зрителей: 30 000 Судья: Эйнер Ульрих |
| Нидерланды: Фред ван дер Пул, Харри Денис, Эб ван дер Клюфт, Андре ле Февр, Эверт ван Линге, Фриц Кёйперс, Бер Грошохан, Вим Рутерт, Яп Бюлдер, Вим Аддикс, Дик Сигмонд Франция: Шарль Бертло, Пьер Мони, Робер Коат, Робер Жойо, Франсуа Юг (к), Филипп Боннардель, Жюль Девакез, Андре Кайе, Поль Энен, Жан Бойер, Анри Бард |                                                                         |       |          |                                                           |

| 22 апреля 1923 Товарищеский | Франция                | 2:2   | Швейцария          | Париж                                               |
| | Дюбли 37′ · Николя 61′ | отчёт | 17′, 27′ Аффлербах | Стадион: «Персен» Зрителей: 20 000 Судья: М. Мастер |
| Франция: Пьер Шайриге, Поль Барон, Люсьен Гамблен (к), Робер Жойо, Франсуа Юг, Филипп Боннардель, Жюль Девакез, Луи Даркес, Поль Николя, Анри Бард, Раймон Дюбли Швейцария: Ганс Пульвер, Густав Готтенкини, Эдмон де Век, Пауль Фесслер, Густав Майер, Аарон Поллиц, Паоло Штурценеггер, Жан Хааг, Роберт Аффлербах, Макс Аббеглен, Марсель Катц |                        |       |                    |                                                     |

| 10 мая 1923 Товарищеский | Франция     | 1:4   | Англия                                              | Париж                                                 |
| | Девакез 89′ | отчёт | 9′ (авт.) Мони · 35′ Бьюкен · 55′ Хартли · 84′ Крик | Стадион: «Персен» Зрителей: 30 000 Судья: Шарль Барет |
| Франция: Пьер Шайриге, Поль Мони, Люсьен Гамблен (к), Луи Мистраль, Франсуа Юг, Филипп Боннардель, Жюль Девакез, Луи Даркес, Марсель Дангле, Анри Бард, Раймон Дюбли Англия: Джон Олдерсон, Уорнефорд Крессуэлл, Харри Джонс, Сет Плам, Джеймс Седдон, Персиваль Бартон, Фрэнк Осборн, Чарли Бьюкен, Норман Крик, Фрэнк Хартли, Кеннет Хиган |             |       |                                                     |                                                       |

| 28 октября 1923 Товарищеский | Франция | 0:2   | Норвегия                     | Париж                                                      |
| |         | отчёт | 12′ Вильхельмс · 18′ Берстад | Стадион: «Парк де Пренс» Зрителей: 12 000 Судья: М. Уолтон |
| Франция: Морис Коттене, Марсель Ванко, Эрнест Гравье, Луи Мистраль, Франсуа Юг, Марсель Домерг, Жюль Девакез, Луи Даркес, Жан Бойер, Анри Бард, Раймон Дюбли (к) Норвегия: Хуго Хофстад, Мартин Йохансен, Таулов Гоберг, Якоб Бернер, Сверре Эйка, Гуннар Андерсен, Эйнар Вильхельмс, Харальд Стром, Бьярне Йонсен, Финн Берстад, Герберт Лунде |         |       |                              |                                                            |

### 1924
| 13 января 1924 Товарищеский | Франция               | 2:0   | Бельгия | Париж                                                       |
| | Гросс 43′ · Ренье 49′ | отчёт |         | Стадион: «Стад Буффало» Зрителей: 30 000 Судья: Томас Смолл |
| Франция: Пьер Шайриге, Эдуар Бауманн, Бернар Ленобль, Мишель Дюпуа, Марсель Домерг, Филипп Боннардель, Жерар Исбеке, Жан Бойер, Робер Аккар, Альбер Ренье, Эрнест Гросс, Раймон Дюбли (к) Бельгия: Жан де Би, Арман Свартенбрукс, Оскар Вербек, Андре Фиренс, Флоримон ван Альме, Ашиль Шельстрете, Корнейль Эльст, Морис Жилли, Анри Ларну, Иван Тис, Дезире Бастен |                       |       |         |                                                             |

| 23 марта 1924 Товарищеский | Швейцария                        | 3:0   | Франция | Женева                                                       |
| | Крамер 8′ · Дитрих 9′ · Паше 60′ | отчёт |         | Стадион: «Стад-де-Шармиль» Зрителей: 15 000 Судья: М. Меацца |
| Швейцария: Ганс Пульвер, Адольф Реймонд, Рудольф Рамзейер, Август Оберхаузер, Пауль Шмидлин, Аарон Поллиц, Эдмонд Крамер, Робер Паше, Вальтер Дитрих, Макс Аббеглен, Шарль Бувье Франция: Пьер Шайриге, Эдуар Бауманн, Бернар Ленобль, Эрнест Клер, Франсуа Юг, Филипп Боннардель, Жерар Исбеке, Жан Бойер, Робер Аккар, Эрнест Гросс, Раймон Дюбли (к) |                                  |       |         |                                                              |

| 17 мая 1924 Товарищеский | Франция     | 1:3   | Англия                                | Париж                                                   |
| | Девакез 58′ | отчёт | 25′, 40′ Гиббинс · 83′ (авт.) Бауманн | Стадион: «Персен» Зрителей: 20 000 Судья: Виллем Эймерс |
| Франция: Пьер Шайриге, Эдуар Бауманн, Эрнест Гравье, Антуан Парачини, Марсель Домерг, Филипп Боннардель, Жюль Девакез, Жан Бойер, Робер Аккар, Поль Николя, Эрнест Гросс, Раймон Дюбли (к) Англия: Эдвард Тейлор, Томас Лукас, Томми Морт, Фредерик Юэр, Джордж Уилсон, Джордж Блэкберн, Джордж Торнуэлл, Стэнли Эрл, Вивьен Гиббинс, Гарри Сторер, Фредерик Танстолл |             |       |                                       |                                                         |

| 27 мая 1924 ОИ 1924 | Франция                                              | 7:0   | Латвия | Сент-Уэн                                                     |
| | Крю 17′, 28′, 55′ · Николя 25′, 50′ · Бойер 71′, 87′ | отчёт |        | Стадион: «Стад де Пари» Зрителей: 15 000 Судья: Анри Кристоф |
| Франция: Пьер Шайриге, Эдуар Бауманн 35', Эрнест Гравье, Антуан Парачини, Марсель Домерг, Филипп Боннардель, Жюль Девакез, Жан Бойер, Поль Николя, Эдуар Крю, Раймон Дюбли (к) · Латвия: Арвид Юргенс, Карлис Ашманис, Александр Роге, Карлис Боне, Чеслав Станчик, Пауль Соколов, Аркадий Павлов, Владимир Пладе, Эдвин Барда, Арвид Барда, Рудольф Барда |                                                      |       |        |                                                              |

| 1 июня 1924 ОИ 1924 | Франция    | 1:5   | Уругвай                                         | Коломб, Париж                                                   |
| | Николя 12′ | отчёт | 3′, 35′ Скароне · 59′, 85′ Петроне · 86′ Романо | Стадион: «Стад Олимпик» Зрителей: 45 000 Судья: Лауриц Андерсен |
| Франция: Пьер Шайриге, Эрнест Гравье, Марсель Домерг, Антуан Парачини, Жан Батмаль, Филипп Боннардель, Жюль Девакез, Жан Бойер, Поль Николя, Эдуар Крю, Раймон Дюбли (к) Уругвай: Андрес Масали, Хосе Насасси, Педро Ариспе, Хосе Леандро Андраде, Альфредо Сибеччи, Альфредо Гьерра, Хосе Найя, Эктор Скароне, Педро Петроне, Педро Сеа, Анхель Романо |            |       |                                                 |                                                                 |